# Grigori Rasputin (Hellboy)
Grigori Yefimovich Rasputin, noto semplicemente come Rasputin, è un personaggio immaginario e il principale antagonista della serie a fumetti Hellboy, creato dall'artista statunitense Mike Mignola. L'antico stregone russo dei Romanov è divenuto l'arcinemico di Hellboy.

## Altri media
- Rasputin è l'antagonista principale del film Hellboy (2004), interpretato dall'attore Karel Roden con la voce italiana di Massimo Lodolo.
- Rasputin compare in cameo nel film reboot del 2019, interpretato da Markos Rounthwaite.